# Književnost u 1563.
◄◄ | ◄ | 1560. | 1561. | 1562. | 1563.  | 1564. | 1565. | 1566. | ► | ►►
Arhitektura • Astronomija • Glazba • Kazalište • Kiparstvo • Knjige • Književnost • Kršćanstvo • Medicina • Politika • Pravo • Promet • Slikarstvo • Znanost
Književnost u 1563.

## Hrvatska i u Hrvata

### Rođenja
- Matija Divković, hrvatski franjevac i vjerski pisac († 1631.)

## Vanjske poveznice
|  | Zajednički poslužitelj ima još gradiva o temi Književnost u 1563. |